# Waltendorf
Waltendorf ist der 9. Stadtbezirk der steirischen Landeshauptstadt Graz.  Er besteht aus der gleichnamigen Katastralgemeinde.

## Lage
Der Bezirk liegt im Osten der Stadt auf dem Höhenrücken zwischen Ragnitz- und Peterstal, aus welchem die Kuppen des Ruckerlberg und des Lustbühel hervorragen. 

## Geschichte

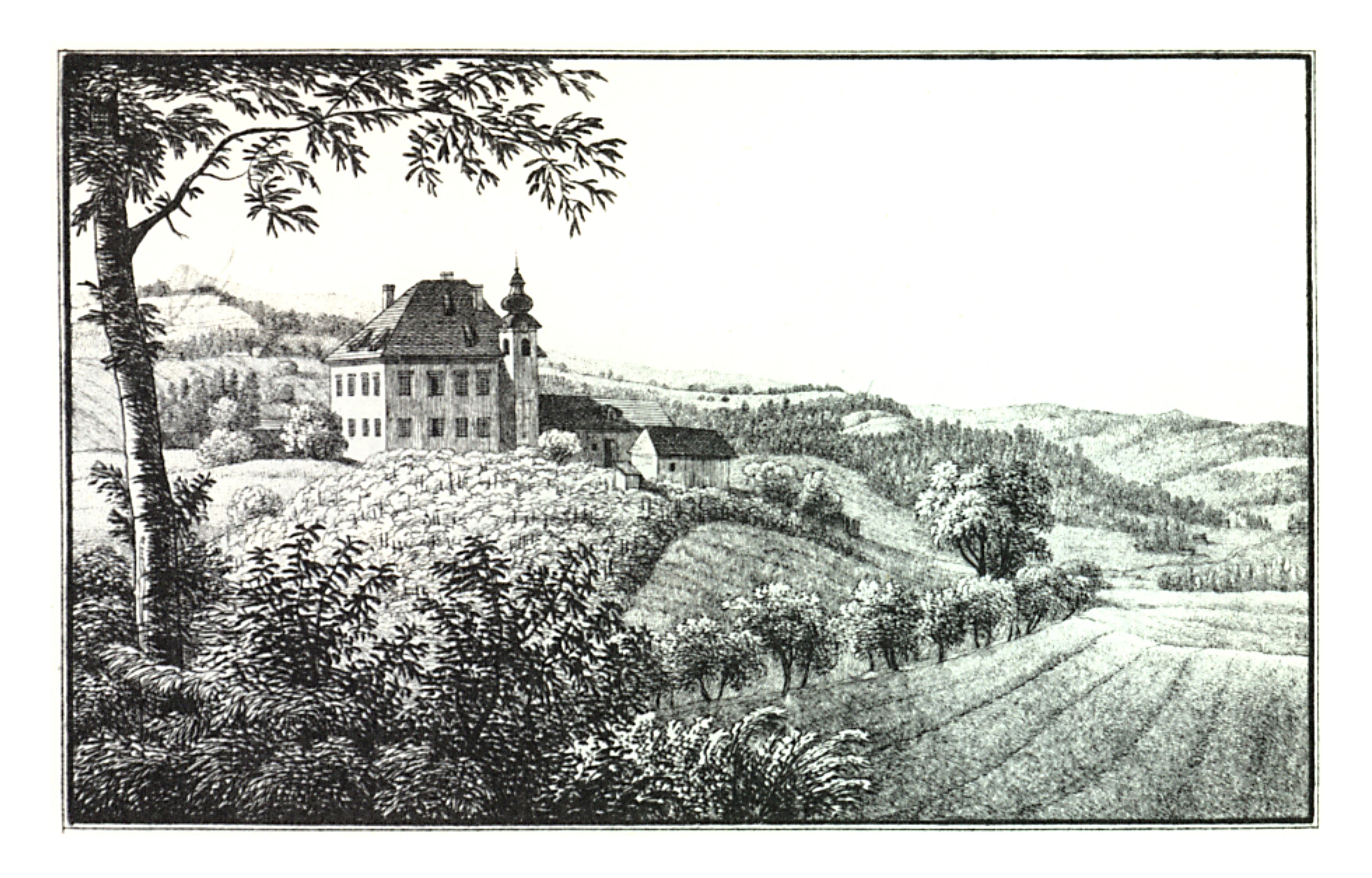
Schloss Lustbühel um 1830, Lith. Anstalt J.F. Kaiser, Graz

Die Herkunft des Namens steht nicht genau fest. Manche meinen, der Name leitet sich von Wald-Dorf ab, da der Ortskern vor der Eingemeindung hinter einem Wald lag. Andere leiten ihn vom ersten Siedlungsbeauftragten des Markgrafen, Waltfried her (Anfang 12. Jahrhundert).
Das Gut Sparbersbach existiert hier seit etwa 1100. Später erhielt es seinen heutigen Namen Hallerschloss nach seinem Besitzer im 18. Jahrhundert, Friedrich Haller. Als Siedlung erwähnt ist Waltendorf erstmals um 1230, benannt wurde Waltendorf nach einem Ansiedler namens Walto, Waltfried oder Walter. Die Spiritistin Maria Silbert wurde in den Jahren nach 1920 als „Seherin von Waltendorf“ bekannt.
Ursprünglich existierten die Ortsteile Waltendorf und Ruckerlberg, bekannt für seine Villen, als eigenständige Gemeinden, die später fusioniert wurden. 1929 wurde der Gemeinde Waltendorf-Ruckerlberg das Marktrecht verliehen und das Wappen entworfen, welches das Hallerschloss auf grün-silbernem Grund zeigt. 1938 erfolgte die Eingemeindung zu Graz, 1946 wurden die heutigen Bezirksgrenzen festgelegt, die auch einen Teil erfassen, der ehemals zur Gemeinde Hart gehörte. Der Name Ruckerlberg verschwand aus dem offiziellen Bezirksnamen, er ist jedoch als Ortsteilname erhalten geblieben.
In den 1960er Jahren wurde hier eine der größten Grazer Wohnsiedlungen, der Berliner Ring, errichtet. Der Name wurde aus Solidarität mit der geteilten Stadt Berlin vergeben. Sie befindet sich im Ragnitztal an der Grenze zum Bezirk Ries. Für diese Siedlung wurde bis zum Winter 2002/2003 eine ölbefeuerte zentrale Heizanlage betrieben, die im Sommer 2003 durch Grazer Fernwärme ersetzt wurde. Ab 2004 ging hier auf den Dächern die damals größte Solaranlage mit 2600 m² Wärmekollektorfläche in Betrieb und liefert über das Jahr 10 % des Wärmeumsatzes der Anlage.
Die Bezeichnung Eisteichsiedlung (Geplant 1958–1964) nahe der Eisteichgasse erinnert an die winterliche Gewinnung von Natureis für Kühlzwecke in Lehmgruben der ehemals hier bezirksangrenzend liegenden Ziegelwerke Eustacchio. Weiter nordöstlich lagen Teiche, wo heute die Straßenbezeichnungen Obere und Untere Teichstraße daran erinnern.
Die Marktgasse war lange Zeit Teil der Einfallstraße vom Osten her, bis um 1960 die Waltendorfer Hauptstraße mit einem geknickten Stück Richtung Südwesten an die Plüddemanngasse herangeführt wurde. Die mit Allgemeinem Fahrverbot belegte schmale Marktgasse wurde auf Betreiben eines Alltagsradlers um 1995 für den Radverkehr legalisiert. Ihre Verlängerung, die Schörgelgasse, eine alte Straßenroute radial ins Zentrum, ist seit etwa 1993 mit Tempo-30 und Kfz-Einbahnen beruhigt und eine entsprechend beliebte Radroute nach Waltendorf.
Seit einigen Jahren hat es Planungen für eine Aufweitung der Waltendorfer Hauptstraße zu einem örtlichen Platz gegeben, die auch den Abriss des markanten Gebäudes der Bäckerei Kotzbeck vorsah. Trotz Widerständen insbesondere gegen diesen Abriss wurde das Kotzbeck-Gebäude mit zahlreichen Nebengebäuden im Sommer 2017 abgetragen. Neben diesem Großprojekt wurden in der jüngeren Vergangenheit immer wieder Villen abgetragen und zugunsten von modernem Wohnbau ersetzt. Damit einher geht auch der massive Verlust von Grünraum im Bezirk.

### Bürgermeister der ehemaligen Gemeinde
- 1914–1918 Car Pack
- 1918–1919 Robert Frh. v. Fellner
- 1919–1920 Franz Robier
- 1921–1922 Josef Pirsch
- 1923–1932 Franz Schischek
- 1932–1938 Rudolf Eichberger[9]

Die Bürgermeister konnten anhand der Gemeinderatsprotokolle und Amtskalender zumindest seit 1914 rekonstruiert werden.

### Bevölkerungsentwicklung der ehemaligen Gemeinde
Rekonstruktion für den späteren Stadtbezirk:
- 1869: 1640
- 1880: 1776
- 1890: 2197
- 1900: 2885
- 1910: 4112
- 1920: 4455
- 1923: 4381
- 1934: 5001

## Kultur und Sehenswürdigkeiten

### Bauwerke
- Schloss Lustbühel
- Hallerschloss
- Rupertikirche in Hohenrain
- Wohnsiedlung Berliner Ring

### Naherholung
- Eustacchio-Gründe (ehemals Ziegelgruben und -fabrik der Familie Eustacchio)
- Naherholungs- und Naturschutzgebiet Lustbühel

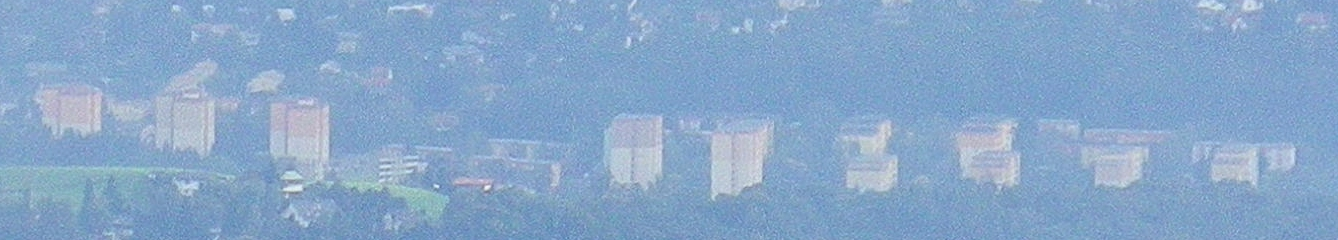
Die Wohnsiedlung Berliner Ring vom Schöckl her gesehen

## Wirtschaft, Verkehr
- vorwiegend Wohngegend mit einigen großen Siedlungen, vielen Villen und Einfamilienhäusern
- Observatorium Lustbühel
- Straßenbahnlinie 3 (bzw. 13) und Linie 6
- Autobuslinien 60, 61, 63 und 68